# Tanylypa morio
Tanylypa morio là một loài bọ cánh cứng trong họ Tenebrionidae. Loài này được Pascoe miêu tả khoa học năm 1869.